# Sergio Sartorelli
Sergio Sartorelli (Alessandria, 7 de mayo de 1928 – Turín, 28 de noviembre de 2009) fue un destacado diseñador e ingeniero automotriz italiano.
Durante su carrera en Carrozzeria Ghia, OSI y, finalmente, Fiat, Sartorelli se hizo ampliamente conocido por su trabajo en el Fiat 2300 S Coupé, Karmann Ghia Type 34 y el Fiat 126. 
Fue presidente de honor del Volkswagen Karmann Ghia Club italiano. 

## Descripción
Cuando era adolescente, a Sartorelli le apasionaban los automóviles, los camiones, los trenes e incluso los vehículos militares. Para escapar mentalmente de la profundidad de la Segunda Guerra Mundial, pasó su tiempo llenando cuadernos escolares con bocetos y construyendo modelos de automóviles a escala. 
Después de la guerra, obtuvo una licenciatura en ingeniería mecánica en la Universidad Politécnica de Turín en 1954, seguido de 18 meses de servicio militar como cartógrafo. Durante su servicio militar, continuó dibujando para Carrozzeria Boano. 
Después de su servicio militar, fue rechazado por Boano y Pininfarina, pero en 1956 fue contratado por el Ing. Giovanni Savonuzzi en Ghia. 

## Carrera
La carrera de Sergio Sartorelli en Ghia creció rápidamente cuando en 1957, el ingeniero Savonuzzi dejó Ghia por Chrysler, Sartorelli se convirtió en Jefe de Prototipos de Estilo. Tras la repentina muerte de Luigi Segre, propietario y estilista jefe de Carrozzeria Ghia, Sartorelli abandonó Ghia. 
Officine Stampaggi Industriali (OSI) se creó como una empresa paralela y complementaria a Ghia y fue participada por Luigi Segre. Con la muerte de Segre la sociedad desapareció y OSI se quedó sin departamento de estilismo. Después de dos años de una relación independiente con Michelotti, OSI creó su propio departamento de estilismo llamado Centro Stile e Esperienze OSI y nombró a Sergio Sartorelli como su director. Este arreglo duró desde 1965 hasta diciembre de 1967 cuando OSI se reorganizó. En 1968, lo que quedó del Centro Stile e Esperienze OSI, se convirtió en el departamento de Estudios de Futuro en el Centro Stile Fiat con Sergio Sartorelli a la cabeza, se le encomendó el estudio de diseño, desarrollo automotriz y modelado de prototipos para Fiat.
En 1984, con el mercado de automóviles en crisis, Fiat dejó ir a Sergio Sartorelli y se retiró de su carrera de diseño.

## Diseño de trabajo
El trabajo de diseño de Sergio Sartorelli incluyó:
| Período | Modelo                                      | Firma | Notas                                                                             |
| ------- | ------------------------------------------- | ----- | --------------------------------------------------------------------------------- |
| 1957    | Volkswagen 1200 Beetle                      | Ghia  | prototipo para reemplazo del Beetle                                               |
| 1957    | Fiat 1100/103 Coupe, Cabriolet, Giardinetta | Ghia  | 1957 en el salón del automóvil de Turín                                           |
| 1957    | Ghia Crown Imperial limousine               | Ghia  | 1957-1963 colaboración con el equipo de diseño de Chrysler Corp.                  |
| 1959    | Karmann-Ghia Coupe Type 14                  | Ghia  | actualización de diseño                                                           |
| 1959    | Ghia Selene I                               | Ghia  | Diseñado con Tom Tjaarda                                                          |
| 1960    | Fiat 2300 S Coupé                           | Ghia  | debut del modelo de producción en 1961 en el Salón de automóvil de Ginebra        |
| 1960    | Karmann-Ghia Coupe 1500 Type 34             | Ghia  | Debut de 1961, Salón del automóvil de Frankfurt                                   |
| 1961    | Maserati 5000 GT Ghia                       | Ghia  | único para Ferdinando Innocenti                                                   |
| 1962    | Alfa Romeo 2600 Spider                      | Ghia  | prototipo único                                                                   |
| 1963    | Fiat G230S                                  | Ghia  | prototipo presentado en el Salón del Automóvil de Turín                           |
| 1965    | OSI-Ford 20 M TS Coupé and Spider           | OSI   | Producido desde 1966 hasta 1968, solo se hizo el Spider.                          |
| 1972    | Fiat 126                                    | Fiat  | Reemplazo del Fiat 500 presentado en el Salón del Automóvil de Turín              |
| 1978    | Fiat Ritmo                                  | Fiat  | presentado en el Salón del Automóvil de Turín de 1978 para reemplazar al Fiat 128 |

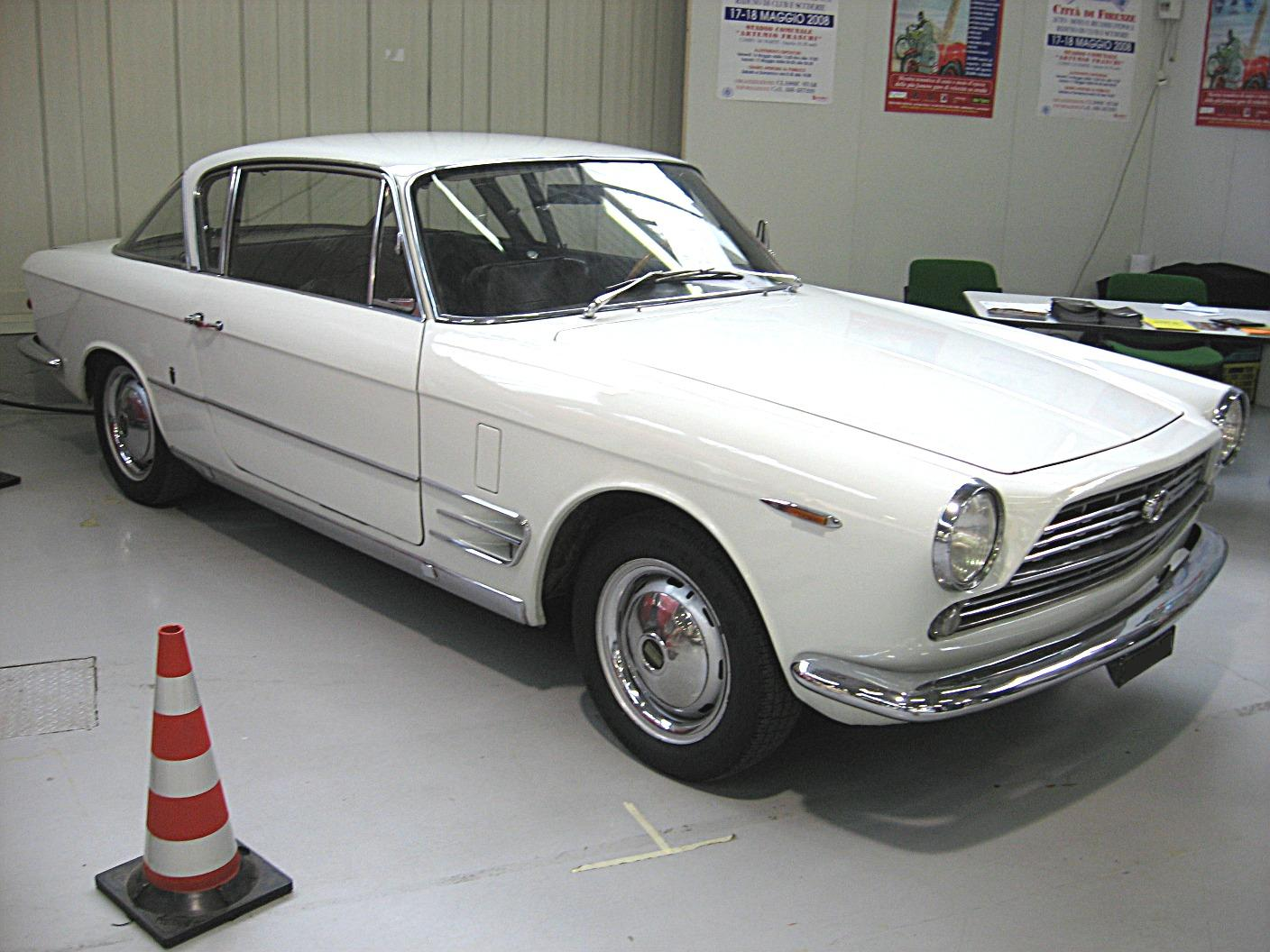
Fiat 2300 S Coupe
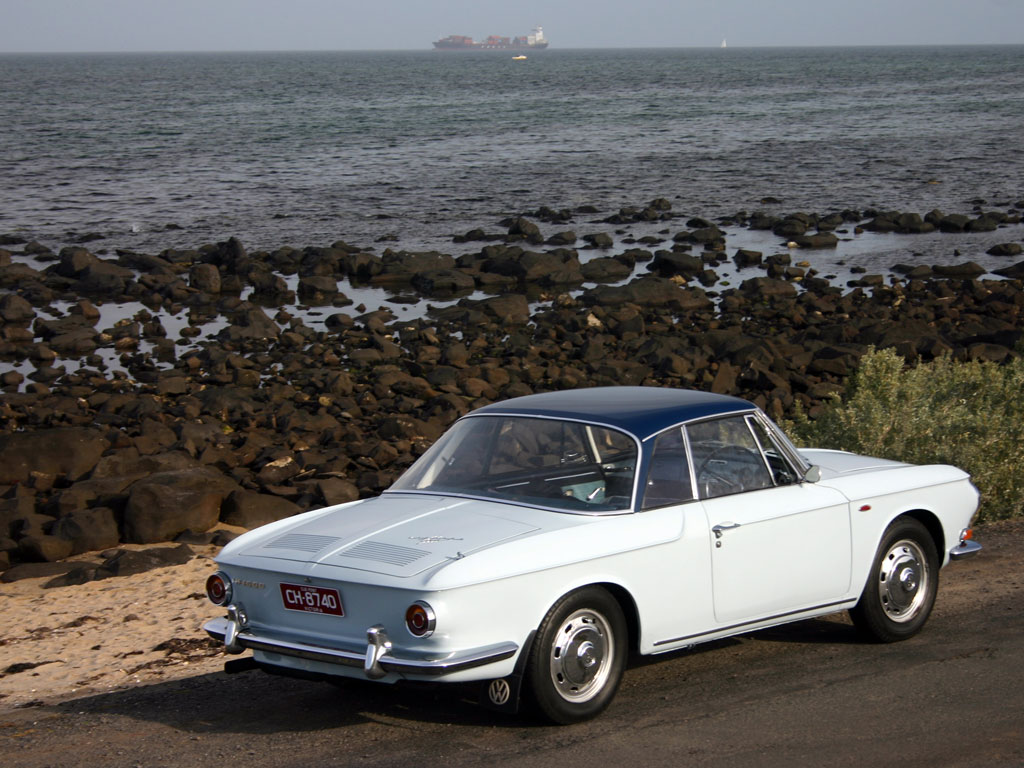
1966 Type 34 Karmann Ghia
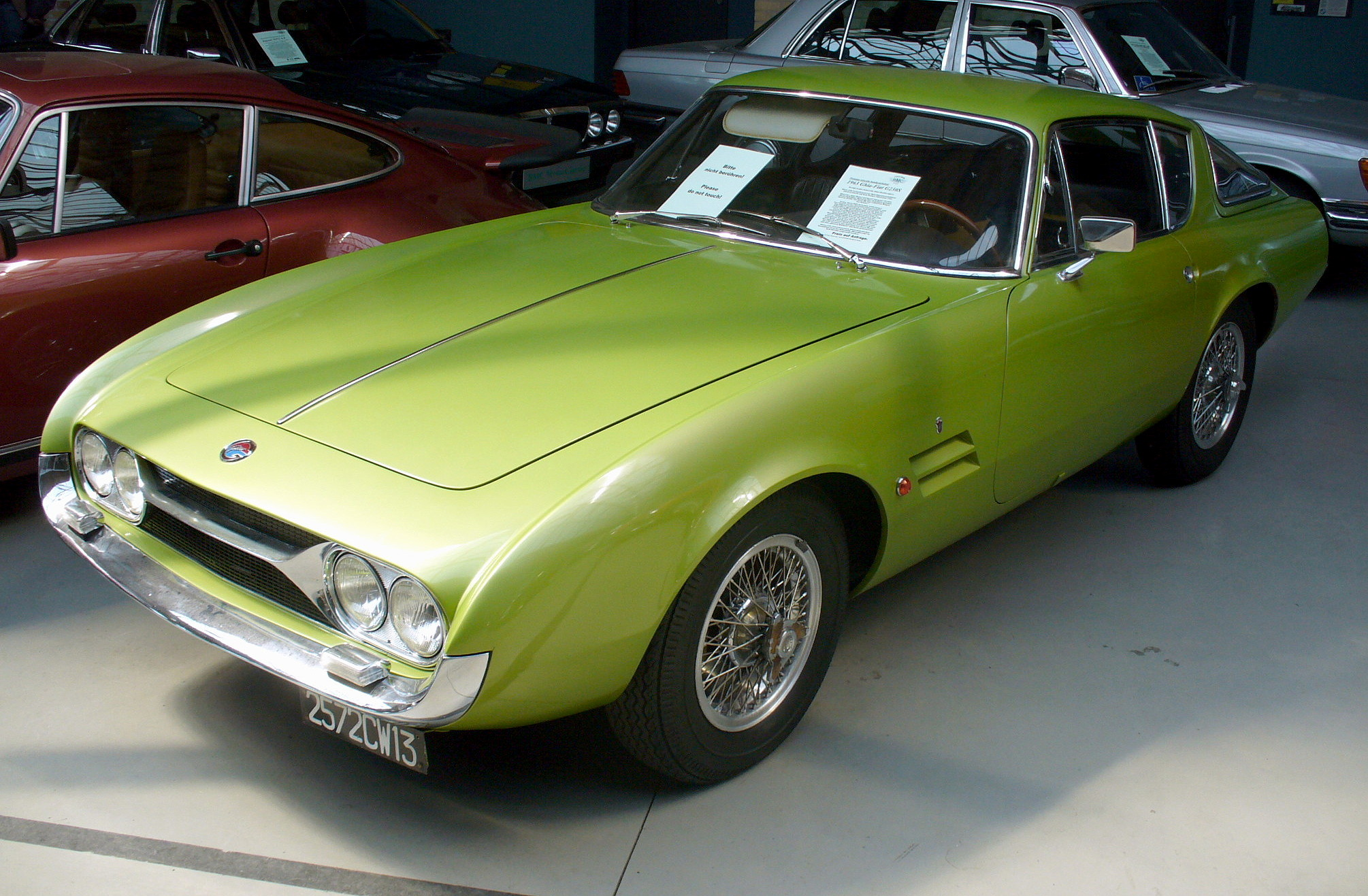
Ghia-Fiat G230S
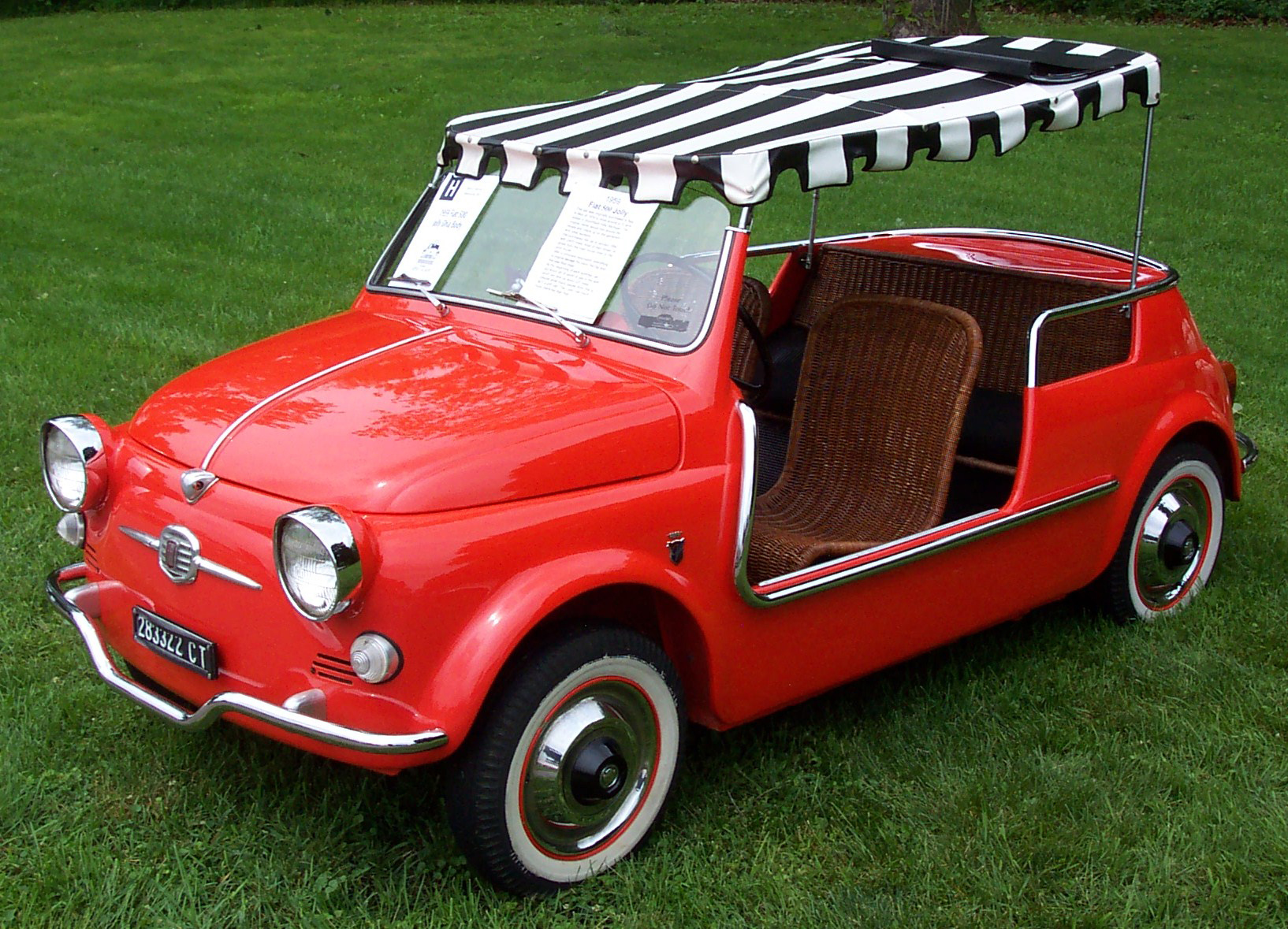
Fiat 500 Ghia Jolly
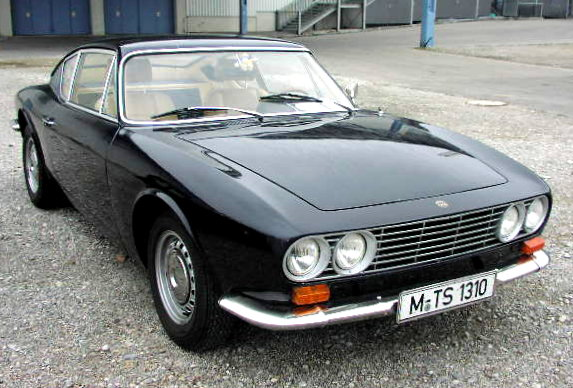
OSI-Ford 20 M TS
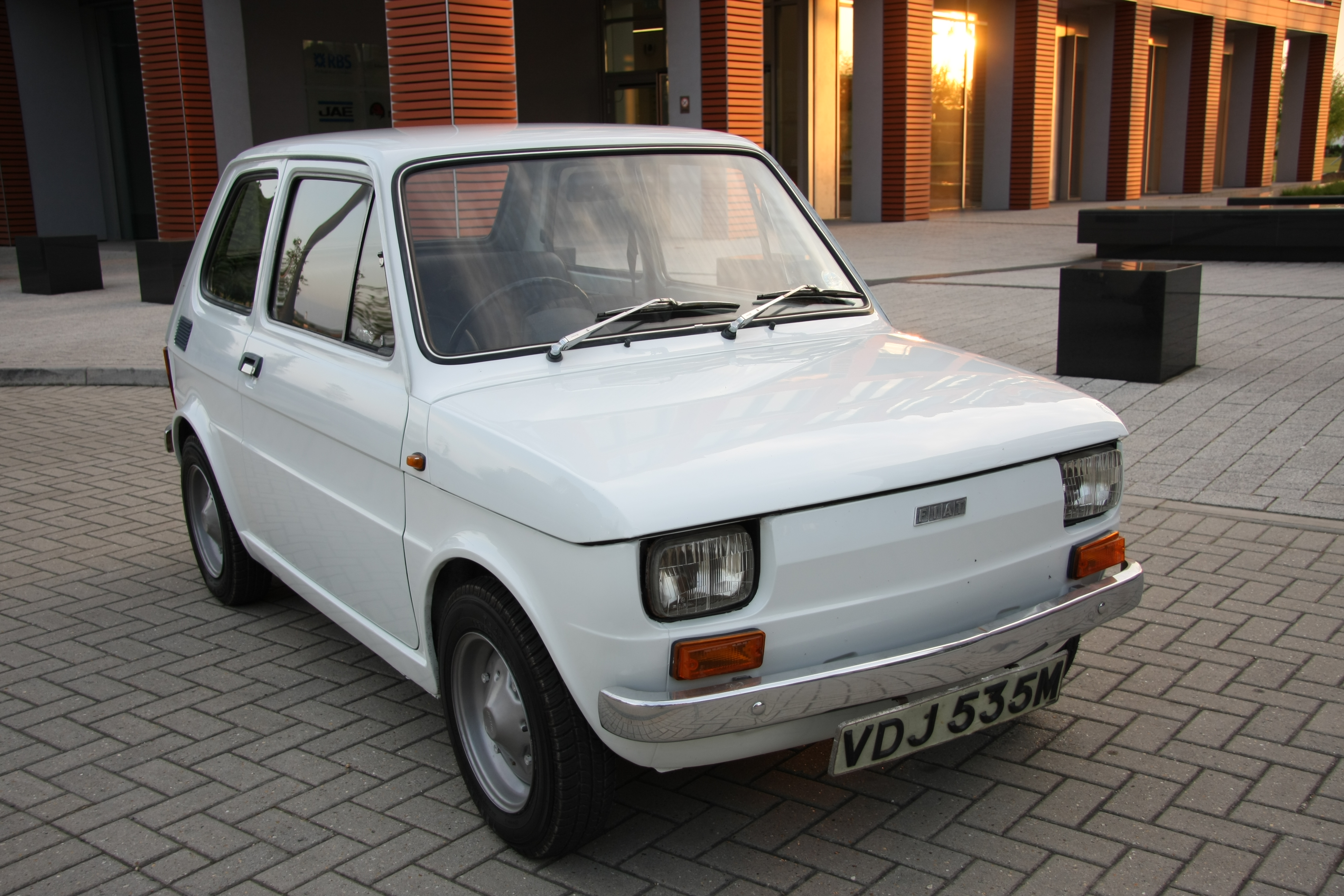
Fiat 126
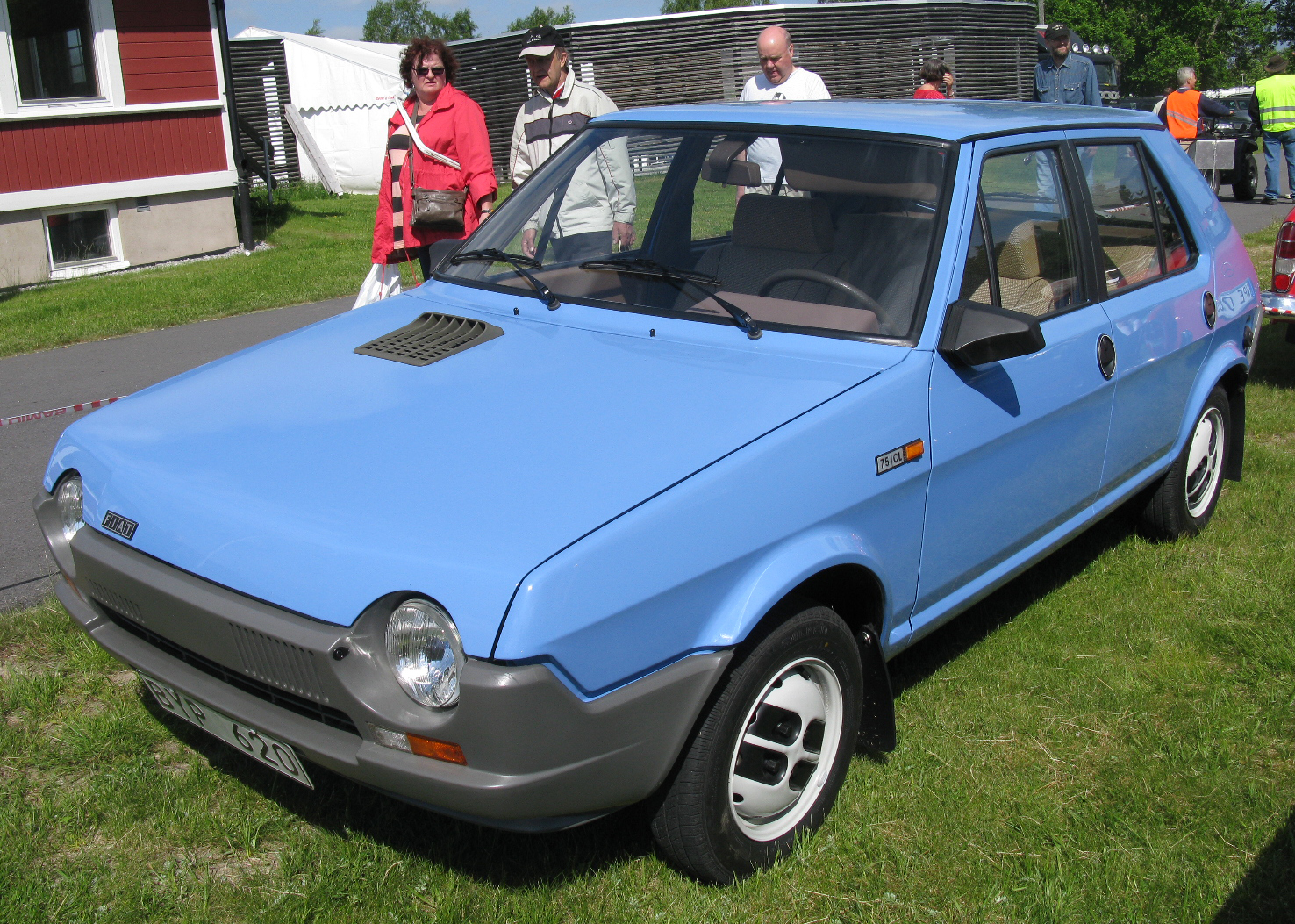
Fiat Ritmo